# Rudolf von Reichenbach
Nils (Niclas) Rudolf von Reichenbach, född 1665 i Erfurt, Tyskland, död 1748 i Karlskrona, var en tysk-svensk artilleriöverstelöjtnant, ingenjör och tecknare.
Han var son till ingenjören Jacob von Reichenbach och kom till Sverige 1693. Han var 1695–1714 lärare i befästningskonst för svenska officerare i Reval. Han blev fortifikationskapten hos kung Stanislaus av Polen 1714 och tygmästare vid amiralitetet i Karlskrona 1716 där han även utnämndes till artilleriöverstelöjtnant 1717. Vid sidan av sin militära karriär var han även verksam som tecknare. 